# HSBC UK
HSBC UK Bank Plc es la filial británica de HSBC con sede en Birmingham, Inglaterra. Es la filial principal de HSBC Group y de propiedad absoluta del mencionado grupo bancario global, que tiene su sede en Londres desde 1993. La sede de HSBC en el Reino Unido se encuentra en One Centenary Square en Birmingham.
HSBC UK Bank plc es uno de los cuatro principales bancos de compensación del Reino Unido. El negocio abarca desde las funciones tradicionales de finanzas personales y banca comercial hasta banca privada, financiación de consumo y banca corporativa y de inversión. En todas las marcas, el banco opera unos 1.800 sitios en el Reino Unido.
Es el único de los cinco grandes bancos de Gran Bretaña que tiene más depósitos que préstamos (relación préstamo:depósito del 90%). Esto ha llevado a que los inversores y clientes vean al banco como una propuesta menos riesgosa que los otros bancos, ya que es capaz de financiar completamente sus propias operaciones. Esto también contribuyó a que el precio de las acciones de la empresa mantuviera su valor durante la crisis crediticia, a diferencia de otros bancos del mercado.

## Adquisición del Midland Bank
El Hong Kong and Shanghai Banking Corporation adquirió una participación accionaria del 14,9 por ciento en Midland Bank plc en 1987 y se desarrolló una sólida relación de trabajo.
En 1992, tras una breve guerra de ofertas con Lloyds Bank, HSBC Holdings plc adquirió la propiedad total de Midland Bank. Fue una de las mayores adquisiciones en la historia bancaria, y le dio a HSBC la importante presencia en Europa que necesitaba para complementar sus negocios existentes en Asia y América.
Midland Bank pasó a llamarse HSBC Bank plc en 1999 como parte de la adopción de la marca HSBC en todo el Grupo. Anteriormente, el banco había utilizado la firma «Miembro del Grupo HSBC» y, finalmente, el clásico logotipo hexagonal de HSBC antes de cambiar su nombre.

## Banca en el Reino Unido
El banco mantiene una red de 327 sucursales en Inglaterra y Gales. con una presencia mucho menor en Escocia e Irlanda del Norte, donde los bancos locales tienden a dominar. En los últimos años, las sucursales se han sometido a un programa de renovación continua, centrándose en áreas de planta abierta, mayores máquinas de autoservicio de "Banca Express", cajeros automáticos y una distribución mejorada. Las sucursales también cuentan con HSBC Live, una estación de radio producida específicamente para el banco por la empresa de medios Immedia en Newbury, Berkshire.
A mediados de 2003, HSBC se convirtió en el primer prestamista importante del Reino Unido en ofrecer productos para la compra de viviendas de conformidad con la ley Sharia (islámica), que prohíbe el cobro o pago de intereses. La gama ahora incluye una cuenta bancaria, una póliza de seguro de hogar (takaful) y financiación de la vivienda.
En abril de 2008, HSBC lanzó una campaña de venta de hipotecas. Esto fue visto como una medida arriesgada por los medios y por el propio personal de HSBC debido a su anterior actitud de no plusvalía basada en su participación de mercado del 3% en el mercado hipotecario. Mientras que otros bancos y sociedades de construcción sintieron los efectos de la "crisis crediticia", HSBC, impulsado por una relación favorable entre ahorro y préstamo, dio a conocer un acuerdo de igualación de tasas hipotecarias que ofrecería a los clientes hipotecarios que no pertenecen a HSBC la capacidad de igualar su tasa hipotecaria actual.
En 2009, el banco cerró sus puntos de venta en los supermercados Morrisons que cotizaban bajo la marca "Your bank at Morrisons" tras la finalización de un acuerdo entre las dos empresas. Los establecimientos ofrecían una gama de servicios financieros, incluida una tarjeta de crédito exclusiva y una cuenta de ahorro .
En marzo de 2015, el banco anunció su intención de trasladar su sede de banca minorista en el Reino Unido de Londres a Birmingham (One Centenary Square) en 2018 como parte del programa de protección supervisado por la Autoridad de Regulación Prudencial. El programa vio al banco segregar 250 sistemas de TI, cambiar los detalles del código de clasificación para aproximadamente 400.000 cuentas y transferir casi 14,5 millones de clientes a la nueva rama del Reino Unido. El banco también anunció que denominaría la nueva división, incluidas todas sus sucursales, como HSBC UK. Anteriormente se había especulado que HSBC podría revivir el nombre del Midland Bank o utilizar la primera marca directa para su red de sucursales. El nuevo nombre se lanzó en 2018.
Como parte de la creación del nuevo banco, se creó una nueva junta directiva y estructura legal. En noviembre de 2016, Clara Furse fue nombrada primera presidenta de HSBC UK Bank plc.

## Controversias

### Perdida de datos
En abril de 2008, HSBC confirmó la pérdida de discos de datos no cifrados que contenían detalles de pólizas de seguros de vida de 370.000 clientes. En febrero de 2011, HSBC envió una carta fechada el 11 de febrero a un número desconocido de destinatarios, afirmando que estaban "escribiéndole para informarle del posible compromiso de parte de la información de su antigua cuenta con nosotros". No se proporcionaron la fecha ni el alcance de la pérdida; sin embargo, HSBC ofreció un año de inscripción al ITAC Sentinel y aconsejó vigilancia durante 12 a 24 meses, además de recomendar contactar a las tres principales agencias de crédito para colocar una alerta de fraude en el perfil crediticio.

### Insensibilidad cultural
En 2008, HSBC fue acusado de "insensibilidad cultural" en una campaña publicitaria en la que aparecía un hombre blanco con sobrepeso vestido como un luchador de sumo. La campaña molestó a los miembros de la comunidad japonesa de Gran Bretaña que afirmaron que el tono de piel del hombre estaba oscurecido y que se le aplicó maquillaje para entrecerrar los ojos. HSBC negó haber hecho que la modelo pareciera ser de un país o región específica, pero admitió que se aplicó maquillaje y que el tono de la piel estaba bronceado.

### Cierre de cuentas islámicas
En 2014, HSBC cerró la cuenta de la Mezquita Central del Norte de Londres y las cuentas de algunos clientes y grupos musulmanes. Varias fuentes informaron que HSBC procedió al cierre debido a que donaron dinero a Palestina durante el reciente conflicto. El banco afirmó que continuar proporcionando cuentas bancarias estaría fuera de su "apetito de riesgo" y dijo que las decisiones "no se basaban en absoluto en raza o religión", pero se negó a comentar sobre casos individuales.

### Multa por blanqueo de dinero en el Reino Unido
En diciembre de 2021, la Autoridad de Conducta Financiera (FCA) multó a HSBC con 63,9 millones de libras esterlinas por "fallos inaceptables" relacionados con sus operaciones contra el lavado de dinero en el Reino Unido.
La FCA alegó que los sistemas de monitoreo de transacciones de HSBC "mostraron serias debilidades durante un período de ocho años desde el 31 de marzo de 2010 al 31 de marzo de 2018". HSBC no cuestionó las conclusiones, lo que dio lugar a que la multa se redujera varios millones de libras esterlinas.